# Río Verde, Chile
Río Verde este o comună din provincia Magallanes, regiunea Magallanes, Chile, cu o populație de 153 locuitori (2012) și o suprafață de 9975,2 km2.